# Ducat de Ceneda
El ducat de Ceneda va ser un dels ducats establerts pels longobards a Itàlia. Existeix poca informació sobre els seus assumptes interns, durant el regne llombard, jugant un paper estratègic de certa importància a la regió, com ho demostra la mateixa erecció del ducat, a causa de la proximitat a la ciutat d'Oderzo, que va estar durant molt de temps sota el control romà d'Orient; no obstant mai va tenir un pes polític important en quedar encaixonat entre els ducats veïns més poderosos de Treviso, Vicenza i, sobretot, de Friül.
Incerta és encara la data de constitució del ducat, que tant es podria remuntar molt poc després de la conquesta de la zona pels longobards, que va tenir lloc a les primeres etapes de la invasió liderada per Alboí el 568, o bé podria haver-se establert amb motiu de la destrucció d'Oderzo per Grimuald (667), que va repartir les terres entre els habitants de Cividale, Treviso, i per descomptat de Ceneda. En la seva Historia Langobardorum (VI, 24), Pau el Diaca esmenta només un duc de Ceneda: Orso o Ursus, germà del duc de Friül, Pere i fill de Munichi (Muniqui), lluitador valent que s'havia distingit en la batalla perduda contra els eslaus pels llombards dirigits per Ferdulf.
Una altra prova de la relativa marginalitat del ducat és l'establiment relativament tardà de la diòcesi corresponent, establerta a Ceneda només en temps del rei Liutprando (712-744) després que la diòcesi d'Oderzo s'havia traslladat a Heraclia (o Civitas Heracliana o, simplement Heracliana, italianitzat en Eraclea).